# I. Richárd angol király
I. (Oroszlánszívű) Richárd  (angolul: Richard I the Lionheart, franciául: Richard Cœur de Lion, Oxford, 1157. szeptember 8. – Châlus, 1199. április 6.) 1189. július 6-tól haláláig Anglia királya, IV. Richárd néven Aquitania hercege.

## A trónra kerülésig vezető út
Richárd személyiségének és pályafutásának meghatározó elemei vezethetőek vissza neveltetésére és családi körülményeire. Szülei, (Anjou) II. Henrik angol király és Aquitániai Eleonóra a 12. század legfélelmetesebb alakjai közé tartoztak. Henrik Eleonóra második férje volt, első házassága VII. Lajos francia királlyal köttetett. Az új, 1152-ben megkötött házasságból eredendően Anglia kiterjedt franciaországi birtokrendszerhez jutott. Angol fennhatóság alatt állt így ekkor Anjou, Normandia, Bretagne, Aquitánia és Gascogne. A francia király azért vált el Eleonórától, mert nem tudott fiúörököst szülni neki. Eleonóra a válás után nyomban hozzáment Henrikhez, és házasságuk első hat évében öt gyermeket szült, köztük három fiút, Vilmost (csecsemőkorában meghalt), Henriket és Richárdot, aki a kedvence lett.
Richárd 1157. szeptember 8-án született Oxfordban, de vajmi kevés angol vonást örökölt. Ifjúságát anyjával töltötte Aquitániában, mivel Eleonóra Dél-Franciaország szabados kultúrájában érezte a legjobban magát, ritkán is merészkedett át Angliába. Az anyja udvarában eltöltött évei nagy hatással voltak Richárdra: számára a nő, és elsősorban az anyja egy isteni személy volt, akit tisztelettel és hódolattal kell megközelíteni.
Apja, II. Henrik alapvetően dinasztikus szemléletű volt, de igen nehezen engedett bármennyit is átruházni hatalmából, fiainak nagy területeket adott, de csak formálisan. Az ifjabb Henriket például Anglia királyává koronázták ugyan, de a gyakorlatban semmilyen befolyással nem bírt, ami igencsak felbőszítette fiait. 
1169-ben Richárd hűbéruraként ismerte el a francia királyt az aquitániai hercegség fejében, amit egyébként apja is neki szánt, és tervei szerint Richárdnak el kellett jegyeznie VII. Lajos lányát, Alizt. Végül 1172-ben iktatták be Richárdot Aquitánia hercegévé. 
Henriknek a kontinensen lévő birtokok szinte állandó gondot okoztak. Az állandó lázadozások voltak jellemzőek a jelentéktelen bárók által, valamint a francia királlyal is háborúskodott. Viszont amint sikerült rendezni a viszonyokat VII. Lajossal, saját fiai fordultak ellene, fegyveresen is.
Az ifjak sérelme abból eredt, hogy címeik csak névleges hatalommal jártak, valamint egyszerre kellett hűségesnek lenniük Angliához és Franciaországhoz is.
Henriknek még egyéb gondjai is voltak, ugyanis a nemesek állandóan lázadoztak a király ellen. Csak 1169-ben sikerült megtörni az ellenállásukat, Becket Tamás canterburyi érseket hűtlenség vádjával kivégeztette, ami az egyház haragját is maga után vonta. Így Henrik a nemesek, papok és fiai ellen kellett, hogy harcoljon.
Becket szentté avatásakor, 1173-ban a fiúk nyíltan szembeszegültek apjukkal. A lázongásoknak hamar véget vetett Henrik, Eleonórát börtönbe zárta és a fiúk kellő támogatás nélkül végül behódoltak apjuknak és hűséget fogadtak 1174-ben. 
Richárdot pedig megkérte Henrik, hogy számoljon le a lázadó nemesekkel, így nem nemcsak tapasztalatot szerezhetett a csatatéren, hanem sikerült biztosítani a hatalmat és nem tudott az apja ellen szervezkedni.
1179-re sikerült felszámolni az összes lázadást és búvóhelyet, ahol megbújt az ellenség. Sikerült bevenni a bevehetetlennek tartott Taillebourg-erődöt is. Ettől kezdve tisztelte a király Richárdot, sikerült visszanyernie apja bizalmát és közben féltek a főurak Richárdtól, mert látták benne az elszántságot.
A nemzetközi politikában változást hozott VII. Lajos 1180-ban bekövetkezett halála, ami megváltoztatta az európai egyensúlyi helyzetet. Utódja fia, II. Fülöp (Ágost) lett, aki nyolc évvel volt fiatalabb Richárdnál. 
Ezt követően Henrik követelte Richárdtól, hogy tegyen hűbéresküt bátyjának, az ifjabb Henriknek, ugyanis ő volt a trónörökös. Richárdnak esze ágában nem volt ezért ismét fegyvert fogott apja ellen. Újabb lázadásokra került sor, és az „aki nem velünk van, az ellenünk” elvet követve Richárd kegyetlenül megtorolta az ellenszegülést.
1183-ban egy csapásra véget értek a lázadások, ugyanis a trónörökös Henrik meghalt így Richárdot illette meg a trón. Henrik mindent megtett annak érdekében, hogy még véletlenül se Richárdé legyen a trón és másik fiát akarta királlyá koronázni. 
1187-ben szerzett tudomást Richárd a keresztesek hattíni katasztrofális vereségéről, és Jeruzsálem keresztény városállamként való bukásáról. A hír mindenkire derült égből villámcsapásként hatott, mikor meghirdették a harmadik keresztes hadjáratot. Richárd felvette a keresztet, Fülöp Ágosttal és Barbarossa Frigyessel együtt.
Richárd döntése a kereszt felvétele mellett felbátorította délvidéki vazallusait az ellene fordulásra. A felkelés vezetője Toulouse-i Rajmund volt. Richárd Toulouse dúlás közben értesült az angol-francia ellentétek kiújulásáról. Mivel II. Henrik megtagadta tőle az angol trónt, a harcokban apja helyett a francia király pártjára állt: nyilvánosan letérdepelt Fülöp előtt, és hűbéresküt fogadott az összes franciaországi Anjou-területre.
Richárd és Fülöp egymással karöltve indítottak támadást Henrik ellen szülőföldjénél, Le Mans-nál. Az öreg királynak sikerült élve megmenekülnie, de ekkor már haldoklott, és 1189. július 6-án meghalt, így Richárdra szállt a korona. Így már semmi nem választotta el az újdonsült uralkodót, hogy elindítsa a hadműveleteket a Szentföldre.

## A hit hős védelmezője, Oroszlánszívű Richárd
Megindult a szervezkedés, a hadseregtoborzás. A hadjárat előkészületei hatalmas pénzösszegeket emésztettek fel. A nehézpáncélos lovagok mellett fegyverhordózik, gyalogos katonák, műszaki alakulatok és az angol hadseregben számszeríjjal felszerelt íjászok is voltak. A műszaki alakulatok fegyverei közé tartozott a mechanikus íj, mely a számszeríj nagy testvére volt. A korábbi két keresztes hadjárattól eltérően itt a sereg professzionális és jól felszerelt volt.
A pénz egyik forrása onnan eredt, hogy akik a keresztesi eskü letétele után meggondolták magukat, visszavásárolhatták adott szavukat. 
Egy másik fontos bevételi forrás a még II. Henrik által kivetett „Szaladin-tized” volt. Eszerint minden egyes angol polgárnak, beleértve még a papságot is, 3 éven keresztül a jövedelmeiknek az egy tizedét beszedték. Akik nem fizettek, azokat kiátkozták.
Richárd mindent előre megtervezett, tartalékokat is felhalmozott, vállalta a felelősséget minden ember étkeztetéséért, és 4000 lovag teljes felfegyverzéséért. Inkább a főnemesség, mint a köznép vett részt angol félről, az ország érdekeit előtérbe helyezve a vallással szemben.
A keresztes haderők 1190. július 1-jén találkoztak a vézelay-i bencés apátságban. Így 1190 nyarán elindult az egyesített francia és angol hadsereg és Lyonig együtt is maradtak, majd kettévált a sereg. A franciák Fülöp oldalán Genováig mentek, addig az angolok Richárd oldalán Marseille-be, és ott találkoztak az angol flottával.
Sikerült is megérkezni több mint 100 hajónak. Elindultak Szicília irányába. Miközben lassan, de biztosan haladtak előre a franciák és az angolok a tengeren, közben a német seregek is elindultak a szárazföldön.
Miután Richárd megérkezett a Szentföldre, az angol királyra hárult a teljes harmadik keresztes hadjárat levezénylése. Hiszen a másik két király, aki útnak indult, semmilyen szerepet nem vállalt a harcokban. I. (Barbarossa) Frigyes, német-római császár, aki Richárd mellett Európa egyik legharciasabb és legsikeresebb uralkodója volt, 1187-ben ugyan elindult a Szentföldre 100 000 fős seregével, de 1190-ben Antiochiában belefulladt egy folyóba. Egyesek szerint a hideg víztől görcse támadt és elsüllyedt a vízben, mások szerint viszont lezuhant lováról és a vízbe fulladt, így a német-római császár nem messze céljától 67 évesen meghalt, seregei pedig visszafordultak. II. Fülöp Ágost, bár kitűnő egészségben elérte a Szentföldet, betegségre hivatkozva visszatért Európába. Így a hadjáratot lényegében I. Richárd vezette.

## Ciprus meghódítása
Richárd Szentföldre tartó flottáját 1191 áprilisában egy vihar szétszórta. Három hajója Ciprus közelébe sodródott, és kettő hajtörést szenvedett, míg a harmadik, amelyen a király jegyese Navarrai Berengária és a király húga Johanna Szicília királynéja is tartózkodott sikeresen lehorgonyzott Limassol közelében. A sziget ura, Komnénosz Izsák azonban ellenségesen fogadta és vélhetően megpróbálta csapdába csalva túszul ejteni a nyugati hölgyeket. Richárd flottájának több hajójával, egy héttel később érkezett Limassolhoz, és az eseményekről értesülve seregével azonnal felvonult a város elfoglalására, amit harc nélkül be is vett, míg a közeli Amathuszt elpusztította. Izsák eleinte tárgyalásba bocsátkozott vele és a történtekért kárpótlást, a keresztes hadjárathoz pedig katonai segítséget ígért, de később – mivel Richárd katonai erejét gyengének ítélte – megszegte ígéreteit és az angolok távozását követelte. Richárdhoz azonban egy újabb hajó csatlakozott a Szentföldön harcoló keresztesekkel, köztük Guidó jeruzsálemi királlyal, és pár nappal később saját flottájának maradéka is befutott. Richárd – talán a frissen érkezett szentföldi lovagok tanácsára – kihasználta a kedvező alkalmat és a keresztes hadjárat szempontjából stratégiailag fontos Ciprus teljes elfoglalása mellett döntött.
Richárd és Berengária Limassolban 1191. május 12-én házasságot kötött, majd az angol uralkodó Izsák nyomába eredt. Csapatai végigűzték a szigeten Izsákot, aki – miután csapatait Tremithosz mellett legyőzték, családját elfogták, négy legfontosabb vára közül hármat elfoglaltak vagy bekerítettek – végül megadta magát. Ezzel a keresztesek megvetették a lábukat a szigeten.

## A Szentföldön
Csakhogy miután 1191-ben megérkezett Akkó kikötőjébe (ma Izrael), súlyosan megbetegedett. Ellenfele, a muzulmánok vezetője, Szaladin szultán, Egyiptom és Szíria uralkodója, tanúságot téve lovagiasságáról gyümölcsöt és orvosokat küldött a beteg Richárdnak, hogy felépüljön és méltón részt vehessen a harcokban. A király hamarosan jobban lett és megostromolta Akkót. A város néhány napi ostrom után elesett. A keresztesek 3500 foglyot ejtettek. Richárd ezért a csatáért kapta az „Oroszlánszívű” jelzőt. Ezt követően Richárd hadai dél felé indultak. Az Akkótól mintegy száz kilométerre fekvő Jaffát többször is megostromolták, de csak kemény harcok árán sikerült bevenni. A keresztesek szorongatott helyzetbe kerültek, és ellentétben az Európában bevett szokásokkal, melyeket mellesleg maga Richárd is ezt megelőzően vallott, parancsot adott az Akkónál fogságba ejtett 3500 arab fogoly kivégzésére, mert Szaladin nem volt hajlandó a foglyokért odaadni cserébe a keresztesek legfőbb ereklyéjének, Jézus keresztjének egy darabját, amit korábban (1187-ben, Jeruzsálem bevételekor) megszerzett. Később sok győzelmet arattak az arabok fölött, de számottevő sikert nem értek el. 1192-ben megostromolták ugyan Jeruzsálemet, és elméletben be is vették, de már nem tudták birtokba venni.
Végül békét kötött Szaladinnal. Az arabok Askelónt akarták, amelyet meg is kaptak. A béke szövegében az állt, hogy Askelónt földig kell rombolni, és senki nem építheti újjá 3 éven keresztül. Jaffa és környéke a keresztesek kezén maradt, kivéve a keleti erősségeket: Ramlát, Lüdát, Jebnát és Medzsdel Jabát. A parti menti városok, Cézárea, Arszulf, Haifa, Akkó és Türosz függelékeivel együtt szintén a kereszteseké maradnak, kivéve a Galileai-tengerhez vezető út mentén lévő Názáret és Szaffurjai erősségeit. A kereskedelmet mindkét félnek biztosították. A keresztény zarándokok szabadon látogathatták a Szent Sír Bazilikát Jeruzsálemben. Majd miután megkötötték a békét, elindult a sereg hazafelé, de nagy része a hosszú idő alatt odaveszett, pontosan nem tudjuk, hogy hányan haltak meg, de a krónikások szerint háromszázezren vesztek oda. Ezzel, részleges sikerrel, lezárult a harmadik keresztes hadjárat.

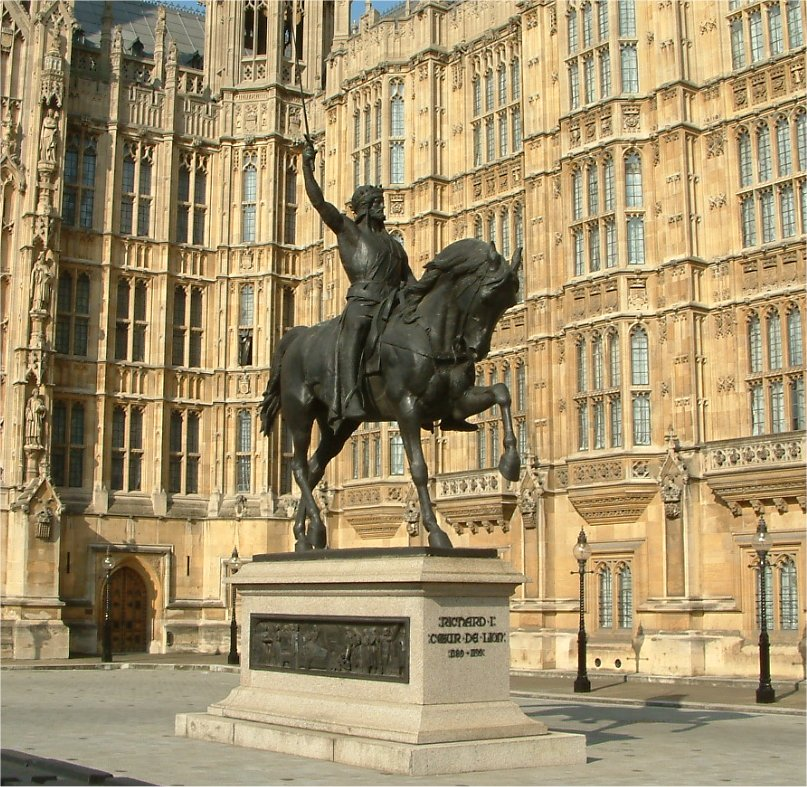
Oroszlánszívű Richárd szobra Londonban

## Fogságban a király
Richárd elkövette azt a súlyos hibát, hogy a Szentföldön inzultált egy lovagot, név szerint V. Lipót osztrák herceget. Richárd lehajíttatta egy vár fokáról a Babenbergek zászlaját, mondván, egy osztrák hercegi család zászlaja alacsonyabb rendű annál, hogysem az övével egy helyen lobogjon. Lipót herceg bosszút esküdött ellene.
Richárd hajótörést szenvedett Velencénél, ezért szárazföldön kellett tovább mennie Anglia felé. Bécsen álruhában utazott át, de felismerték, és Lipót herceg elfogatta. A legenda szerint a konyhai segédnek öltözött Richárd elfelejtette levenni gyűrűit, erről ismerték fel. Ausztria hercege Dürnstein várának börtönébe vetette az angol királyt, majd hamarosan átadta őt VI. Henrik német-római császárnak. A császár horribilis összeget kért cserébe I. Richárdért. A király öccse, János herceg hajlandó volt az egész országot felforgatni azért, hogy visszavásárolhassa bátyját, és ezzel megvegye hatalmát. II. Fülöp Ágost is megpróbálta megkaparintani Richárdot, hogy kizsarolhassa tőle a franciaországi angol birtokokat. 1194-ben VI. Henrik szabadon bocsátotta Richárdot, miután Eleonóra kifizette a 60 ezer fontot, amit az angol nép gyűjtött össze. Elrendelték, hogy minden angol alattvalónak be kell fizetnie 1193. évi jövedelmének egynegyedét.

## A vég kezdete
A király ezzel még nem fejezte be a hadjáratait. A Szentföldön és a fogságban töltött évei alatt Fülöp Ágost Jánossal szövetkezve „hadat üzent” Richárdnak, és megszállta Normandiát. Richárd öt éven át büntetett Franciaországban. Ám előtte még (utoljára életében) útba ejtette Angliát és megfosztotta öccsét minden hatalmától. 1199-ben a mai Limousinban fekvő châlus-i vár ostrománál egy fiatal lovag – a skót Gordon klánból Bertram (néha Pierre Basile-ként említik) – számszeríjának nyilával eltalálta. A seb elfertőződött, Richárd belehalt sérülésébe. Utolsó lovagias cselekedeteként a haldokló király megjutalmazta az őt megsebesítő lovagot. Egy zacskó aranyat adott neki és elengedte fogságából, ugyanis időközben az angolok bevették a várat.

## Halála után
Akárcsak szüleit és János feleségét, Angoulême-i Izabellát, őt is a fontevraud-i apátságban temették el. Az apátságot 1099-ben alapították és különös módon együtt éltek benne szerzetesek és apácák. Apátnőinek csak a pápa volt a felettese. A lenyűgöző sírok és faragott domborművek kiállták az idő próbáját. A francia forradalom után a fontevraud-i rendet eltörölték, és az apátság épületét Napóleon uralma idején állami börtönként használták. Bár Richárd holtteste Fontevraud-ban nyugszik, kérésére szívét a roueni katedrálisban helyezték el. 1838-ban találták meg a szívét egy ólomdobozba zárt ezüstdobozban.